# Empoasca rwenzoriensis
Empoasca rwenzoriensis är en insektsart som beskrevs av Einyu och M. Firoz Ahmed 1980. Empoasca rwenzoriensis ingår i släktet Empoasca och familjen dvärgstritar.
Artens utbredningsområde är Uganda. Inga underarter finns listade i Catalogue of Life.